# Karim Adeyemi
Karim-David Adeyemi, född 18 januari 2002, är en tysk fotbollsspelare som spelar för Borussia Dortmund. Han spelar även för Tysklands landslag.

## Klubbkarriär
Den 10 maj 2022 värvades Adeyemi av tyska Bundesliga-klubben Borussia Dortmund, där han skrev på ett femårskontrakt.

## Landslagskarriär
Adeyemi debuterade för Tysklands landslag den 5 september 2021 i en 6–0-vinst över Armenien, där han blev inbytt i andra halvleken och på övertid gjorde sitt första mål. I november 2022 blev Adeyemi uttagen i Tysklands trupp till VM 2022.

## Meriter
Red Bull Salzburg
- Österrikisk mästare: 2020, 2021, 2022
- Österrikisk cupvinnare: 2020, 2021, 2022

 Tyskland U21
- U21-Europamästare: 2021